# Kirche Krien

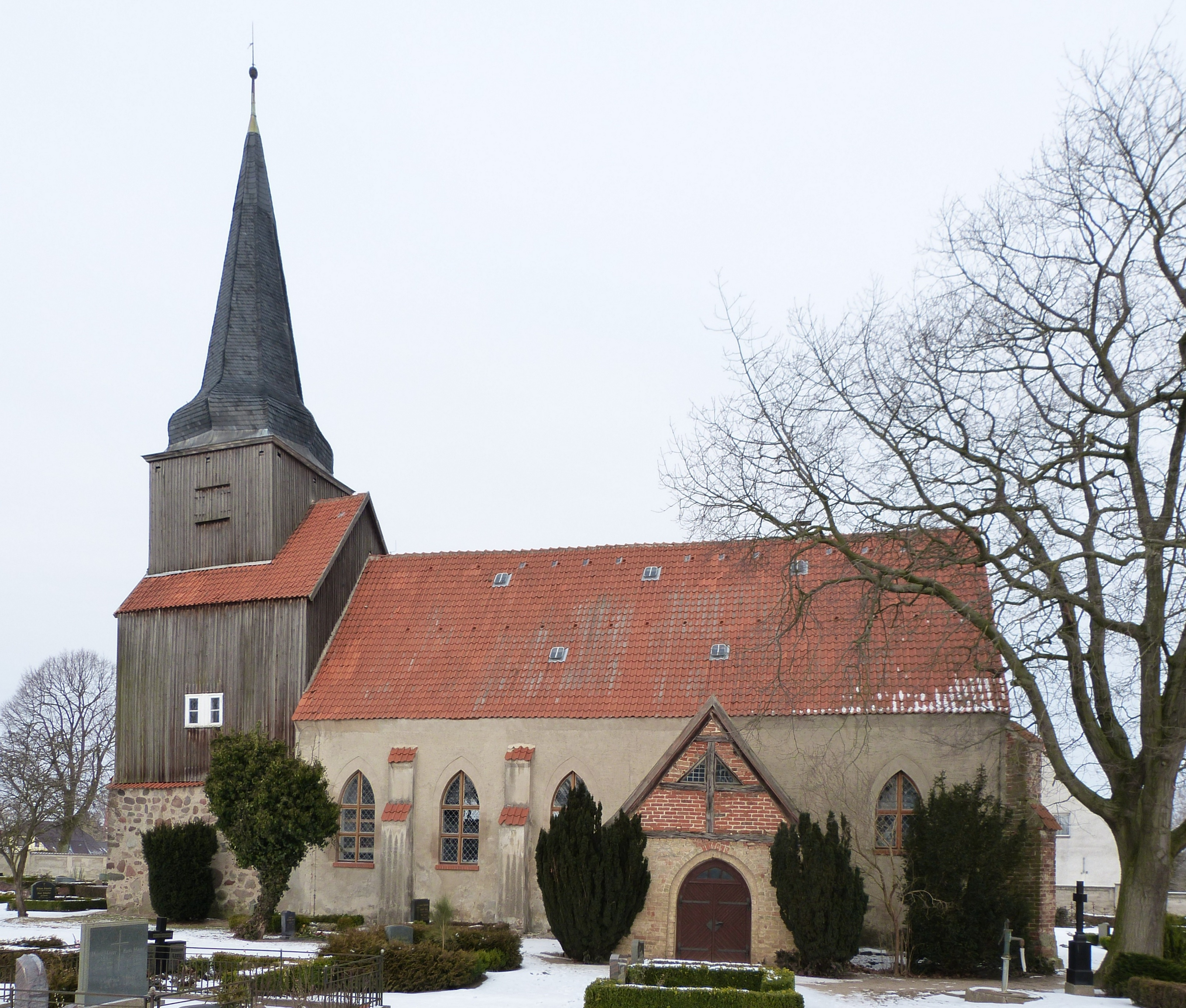
Südseite der Kirche in Krien

Die Kirche Krien ist ein Kirchengebäude in der Gemeinde Krien im Landkreis Vorpommern-Greifswald. Sie gehört zur Kirchengemeinde Krien-Iven in der Propstei Pasewalk im Pommerschen Evangelischen Kirchenkreis der Evangelisch-Lutherischen Kirche in Norddeutschland. Bis 2012 gehörte sie zum Kirchenkreis Greifswald der Pommerschen Evangelischen Kirche.

## Geschichte
Der Ort Krien wurde im Mittelalter als typisches Rundlingsdorf angelegt. Die Kirche befindet sich im Zentrum des ehemaligen Rundlings, möglicherweise an Stelle eines früheren slawischen Heiligtums. Der älteste Teil der Kriener Kirche, der zweijochige Chor mit der Nordsakristei, wird um 1280 datiert. Der heute verputzte Backsteinsaal des Kirchenschiffs wurde im 14. Jahrhundert gebaut. Die  von 1328. Der Turm und der südliche Anbau, das ehemalige Kindelhaus, wurden später errichtet.
Bis zur Einführung der Reformation im Herzogtum Pommern hatte das Kloster Stolpe das Kirchenpatronat inne, das es 1328, wie aus der frühesten bekannten Erwähnung der Kirche hervorgeht, dem Herzog Barnim III. auf Lebenszeit überließ. Die Kirchen in Wegezin und Steinmocker waren Filialkirchen der Kriener Mutterkirche. Nach der Säkularisation des Klosters im 16. Jahrhundert ging das Patronat an den jeweiligen Landesherrn über.
1936 wurde eine Heizung eingebaut. 1966 erfolgte eine umfangreiche Renovierung der Kirche.

## Gebäude

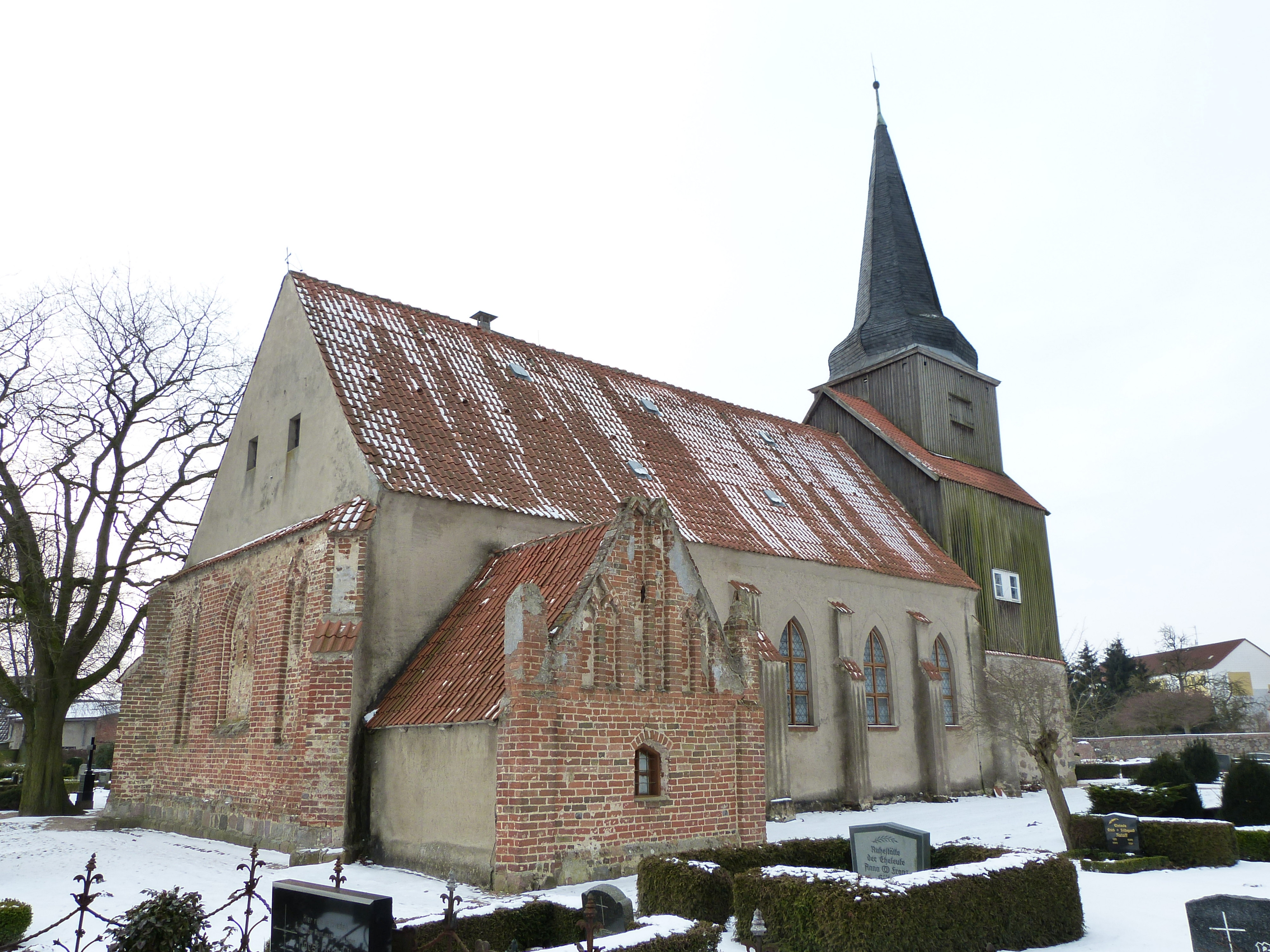
Nordseite der Kirche mit Sakristei

Die Saalkirche ist ein Bauwerk der Backsteingotik. Der nicht abgesetzte Chor ist gerade abgeschlossen. In seiner Ostwand ist eine zugesetzte ehemalige gestufte Dreifenstergruppe zu sehen. An den Ecken des Langhauses befinden sich jeweils stärkere, an der Südseite zwei und an der Nordseite drei schwächere, gestufte Strebepfeiler. Die Fenster sind spitzbogig. Im Giebel der Nordsakristei befinden sich Blendenpaare mit Winkelstürzen. Der Anbau an der Südseite des Chores aus Backstein hat ein spitzbogiges Stufenportal und einen Fachwerkgiebel.
Der Westturm hat ein Untergeschoss aus Feldstein mit einer spitzbogigen fünfstufigen Portaleinfassung mit eingestellten Birnstäben. Das Obergeschoss wurde im 18. Jahrhundert in Fachwerkbauweise errichtet und um die Mitte des 20. Jahrhunderts mit Brettern verblendet. Der Turm hat eine barocke Haube mit Schindeldeckung und Spitzhelm.
Während das Kirchenschiff eine flache Decke hat, ist der Chor mit einem Kreuzrippengewölbe überspannt. Reste von Wandmalerei und Weihekreuze sind erhalten. Die vermutlich vom Anfang des 15. Jahrhunderts stammenden Malereien zeigen an der Ostwand ein Fabeltier und an der Südseite zwei Heilige. In der Nordwand befindet sich eine hohe spitzbogige Nische. Der südliche Vorbau fasst die ehemalige Priesterpforte ein, die als Portal mit Spitzbogen und reichem Gewände ausgeführt ist.

## Ausstattung

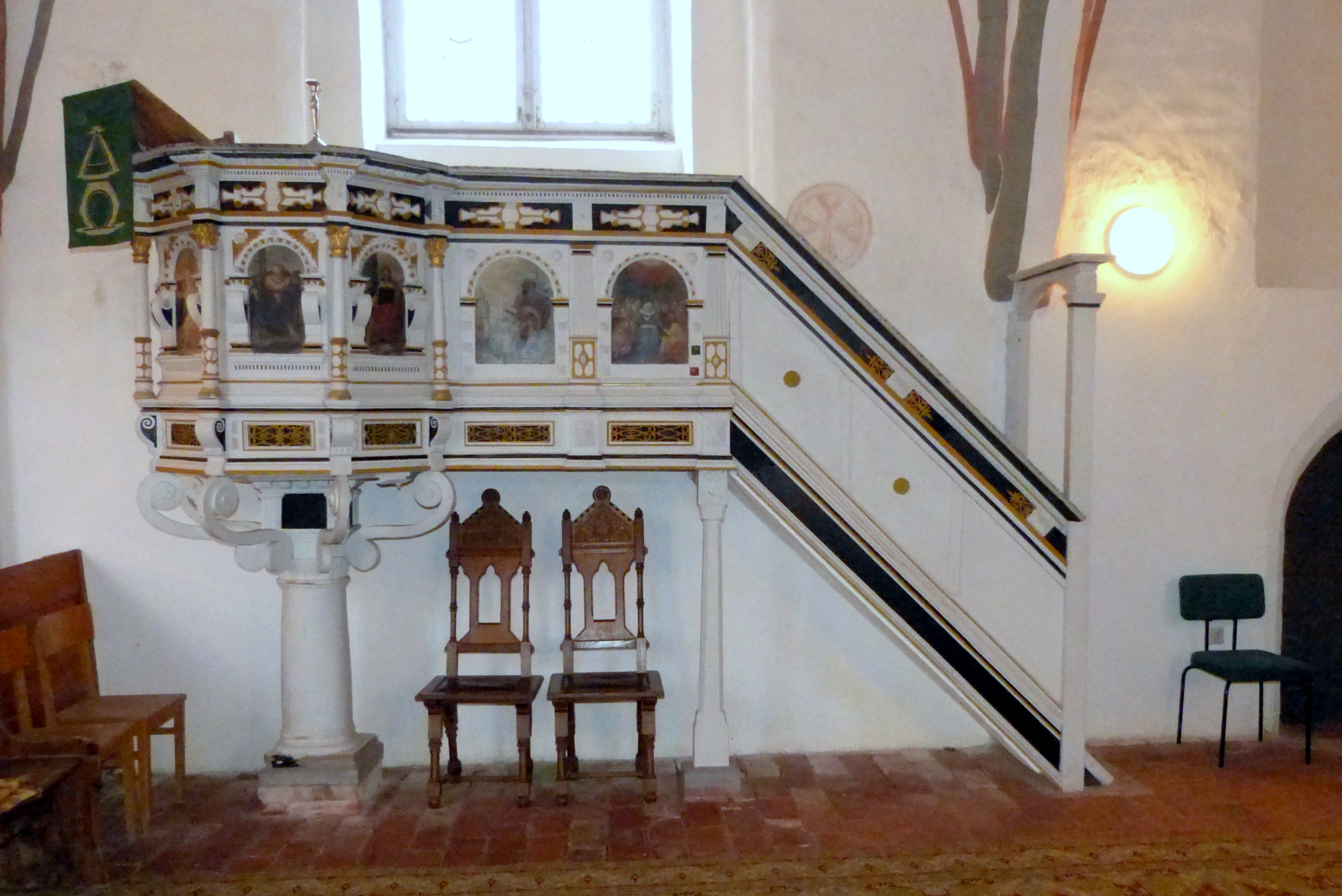
Kanzel

Der Altar hat einen barocken Aufsatz aus der zweiten Hälfte des 18. Jahrhunderts. Im Mittelfeld befindet sich vor einer gemalten Stadtlandschaft eine geschnitzte Kreuzigungsgruppe, bei der die Figuren der Maria und des Johannes fehlen. In der Predella ist das Abendmahl dargestellt. Der Altaraufsatz hat seitliche gewundene Säulen. In den plastisch geschnitzten Wangen mit Akanthuslaub befinden sich ovale Bildnisse von Moses und Aaron.
Die Kanzel im Stil der Renaissance ist mit Beschlagwerk reich verziert, ruht auf einer Säule mit Blattkapitell und wurde auf 1602 datiert. Gemälde mit Szenen und Figuren in Ädikularahmung zeigen am Aufgang die Taufe Christi und das Pfingstwunder, an der Kanzel die Evangelisten und in der Mitte Jesus Christus.
Eine aus Eichenholz geschnitzte Sitzmadonna mit Kind, die sogenannte Madonna von Krien, die wahrscheinlich um 1320 in einer Lübecker Werkstatt gefertigt worden war, galt seit dem Dreißigjährigen Krieg als verschollen. 1955 wurde sie bei Dachdeckerarbeiten über der Nordsakristei wiedergefunden.
Die Glocke stammt aus dem 15. Jahrhundert. An ihrem unteren Rand befinden sich Abdrücke von Brakteaten, die in Stralsund und Demmin geprägt wurden.
Die Orgel mit neugotischem Prospekt wurde im 19. Jahrhundert eingebaut.

## Taufstein

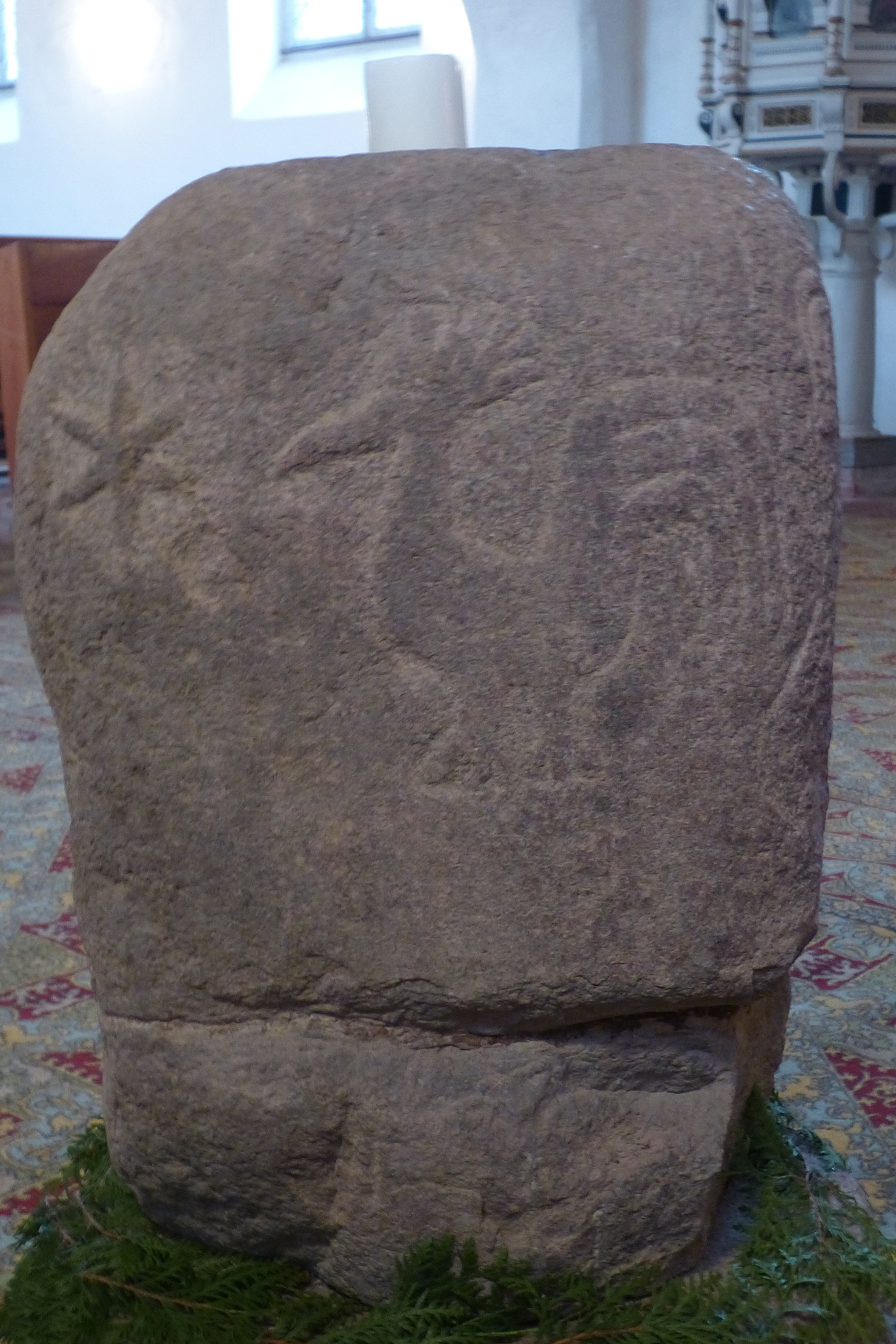
Stern und großer Hahn auf der Rückseite des Steins

Beim Einbau einer Heizungsanlage wurde 1936 ein mit Ornamenten verzierter Granitblock vor der südlichen Eingangspforte im Altarraum gefunden. Er befand sich in etwa zwei Meter Tiefe auf der Seite liegend, teilweise unter dem Fundament in Lehm eingebettet und wurde bei der Bergung beschädigt. Seit 1966 trägt der Stein die Taufschale.
Dieser Stein ist 77 cm hoch und hat den Grundriss eines abgerundeten Rechtecks mit 55 cm Länge und 36 cm Breite. Auf der Oberseite befindet sich eine annähernd kreisrunde Mulde mit einem maximalen Durchmesser von 22 cm und 8 cm Tiefe. Eine 8 cm lange und 4 cm tiefe Kerbe, die oben 4 cm breit ist und sich nach unten stark verjüngt, befindet sich 4 cm neben der Mulde.
Der Stein ist an den Seiten reliefartig behauen. Ein großes lateinisches Kreuz mit mehreren einander gegenüberstehenden Wülsten (Knospen) nimmt die eine Seite des Steins ein. Links vom Kreuz ist eine Weinrebe mit Trauben dargestellt. Beiderseits des Kreuzes befinden sich stilisierte Lilien. Ein Hahn steht auf der Spitze der einen Lilie. Ein größerer Hahn mit einem Stern ist auf der Rückseite zu erkennen.
Die Darstellungen auf dem Stein weisen diesen als romanischen Bildstein mit christlicher Symbolik aus. Die Darstellung des größeren Hahns gibt aber auch Anlass zur Vermutung, dass es sich ursprünglich um einen Kultstein der Slawen gehandelt haben könnte. Der frühere Kriener Pastor Walter Kusch stellte die These auf, dass der Bildstein zunächst den südlich der Peene ansässigen Slawen als Opferstein diente, bevor er im gegen Ende des 12. Jahrhunderts mit den christlichen Symbolen versehen und als Weihwasserbecken genutzt wurde. Seiner Ansicht nach deutet das tiefe Vergraben des Steins, das er auf die Zeit um 1300 datiert, darauf hin, dass die Bedeutung des Objekts für den heidnischen Glauben auch durch die Umwidmung nicht in Vergessenheit geriet.
Ein kleinerer Bildstein mit ähnlicher Symbolik befand sich ursprünglich im rund sechs Kilometer entfernten Dersewitz und kam im 20. Jahrhundert als Weihwasserstein ins Kulturhistorische Museum Stralsund.